# Station Slependen
Station Slependen (Noors: Slependen stoppested) is een halte in  Slependen in de gemeente Bærum  in  Noorwegen. De halte ligt aan Drammenbanen. Slependen wordt bediend door lijn L1, de stoptrein die pendelt tussen Spikkestad en Lillestrøm.